# Canton de Rouffignac
Le canton de Rouffignac est un ancien canton français du département de la Dordogne. Il faisait partie du district de Montignac. Le canton avait pour chef-lieu Rouffignac (aujourd'hui Rouffignac-Saint-Cernin-de-Reilhac).

## Histoire
Le canton est créé en 1790 sous la Révolution en même temps que les départements. Il dépend du district de Montignac jusqu'en 1795, date de suppression des districts.
Lorsque ce canton est supprimé par la loi du 8 pluviôse an IX (28 janvier 1801)  portant sur la « réduction du nombre de justices de paix », ses communes sont alors réparties entre le canton du Bugue (Saint-Cernin-de-Reillac et Saint-Félix-de-Reillac) et celui de Montignac (les cinq autres communes).

## Composition
- Le Moustier[C 2],
- Peyzac[C 3],
- Plazac[C 4],
- La Roque Saint Christophe[C 5],
- Rouffignac[C 1],
- Saint Cernin[C 6],
- Saint Félix[C 7].